# L'Autre Nuit
Pour plus de détails, voir Fiche technique et Distribution.
L'Autre Nuit est un film français réalisé par Jean-Pierre Limosin, sorti en 1988.

## Fiche technique
- Titre : L'Autre Nuit
- Réalisation : Jean-Pierre Limosin
- Scénario : Emmanuèle Bernheim et Jean-Pierre Limosin
- Photographie : Acácio de Almeida
- Son : Nicolas Lefebvre et Gérard Rousseau
- Musique : Éric Tabuchi
- Montage : Denise de Casabianca
- Production : La Sept - Lasa Films - Melody Movies
- Pays d’origine :  France
- Genre : drame
- Durée : 90 minutes
- Date de sortie : 5 octobre 1988 en France

## Distribution
- Julie Delpy : Marie
- Luc Thuillier : Luc
- Thierry Rey : Pierre
- Roger Zabel : le père
- Catherine Belkhodja : la mère
- Maïwenn Le Besco : Joan
- Nicolas Silberg : le garagiste
- Sylvain Jamois : Éric
- Albert Delpy : l'oncle
- Richard Dieux : l'entraîneur de Luc
- Jean-Pierre Limosin : l'entraîneur de Pierre
- Isabelle Mergault : la femme gendarme
- Marcel Renaud-Victor : l'homme de la plage